# Élodée
Elodea
Genre
Classification phylogénétique
Les élodées ou hélodées (Elodea) sont un genre de plantes à fleurs de la famille des Hydrocharitaceae. Ce sont des plantes aquatiques  originaires d'Amérique du Nord. Ce sont des plantes largement employées pour garnir les aquariums. L'introduction de certaines espèces, notamment l'élodée du Canada, dans les cours d'eau d'Europe et d'autres parties du monde a créé certains problèmes du fait de leur prolifération incontrôlable.

## Caractéristiques générales

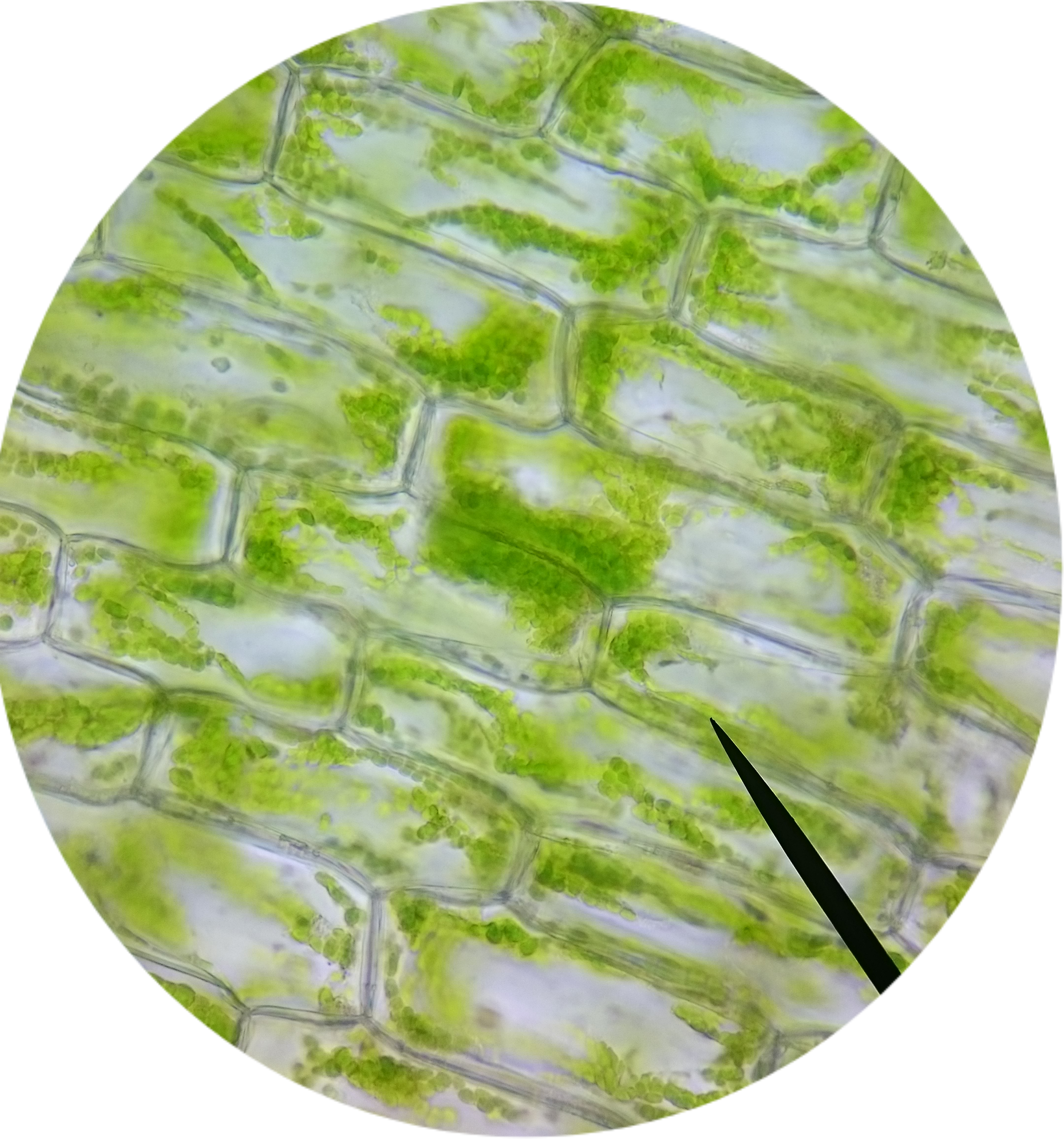
Cellules foliaires d'Elodea observées avec un microscope optique, un objectif 40x et un oculaire 16x. Grossissement total : 640.

Ce sont des plantes aquatiques flottantes complètement immergées, à l'exception des petites fleurs blanches qui éclosent à la surface de l'eau, reliées à la plante par un fin pédoncule. Les tiges grêles et longues de plusieurs mètres sont munies de feuilles verticillées par trois. Il s'agit de plantes dioïques, à sexes séparés. En Europe n'existent que des pieds femelles.
Elles produisent des bourgeons terminaux qui hivernent au fond de l'eau, mais elles peuvent aussi résister à la mauvaise saison et se comporter comme des plantes vivaces dans les climats plus doux.
À l'automne, des fragments de tiges feuillées se détachent des plantes mères, et entraînés par le courant vont s'enraciner plus loin et font naître de nouveaux plants. La voie végétative est le mode de reproduction le plus important de ces plantes, la reproduction par graine ne jouant qu'un rôle mineur.
Les élodées sont un élément important des écosystèmes lacustres en Amérique du Nord, fournissant un habitat à de nombreux invertébrés aquatiques et le couvert pour de jeunes poissons et autres amphibiens. La faune aquatique, particulièrement les canards, mais aussi les castors et les  rats musqués en font leur nourriture.

## Aire de répartition
Ce sont des plantes répandues dans toutes les zones tempérées d'Amérique du Nord. L'élodée est l'une des plantes aquatiques les plus communes à Washington.
Elles se sont largement naturalisées en Europe, en Afrique, en Asie et en Australasie.
Les sédiments limoneux et les eaux riches en éléments nutritifs favorisent la croissance des élodées dans les lacs fertiles. Toutefois, ces plantes sont capables de s'adapter à diverses conditions écologiques, des eaux profondes aux étangs peu profonds, et à différents types de sédiments. Elles peuvent même prospérer en flottant entre deux eaux, non enracinées...

## Principales espèces
- Elodea bifoliata St.John
- Elodea callitrichoides Casp. (ou éolodée à feuilles allongées = E. ernstiae, St John)[1]
- Elodea canadensis Michx.
- Elodea fraseri Spach
- Elodea granatensis Humb. & Bonpl. - much of South America
- Elodea ioensis  Wylie
- Elodea linearis  (Rydb.) St.John
- Elodea minor  Farw.
- Elodea nuttallii H.St.John
- Elodea schweinitzii Casp.
- Elodea potamogeton Bertero.

## Utilisation

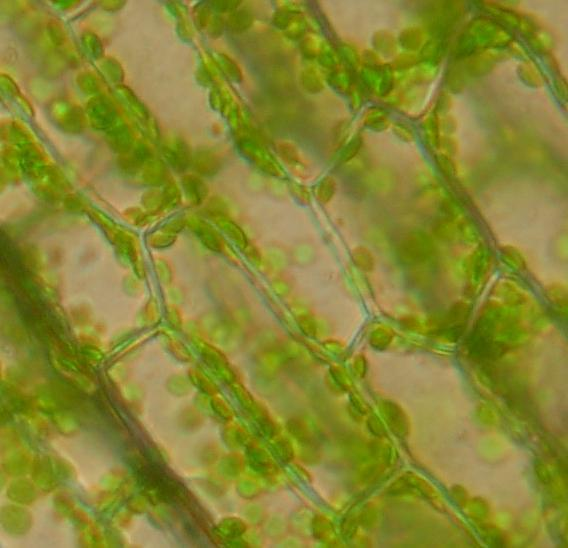
Les cellules d'élodée et leurs chloroplastes s'observent facilement au microscope

- Les élodées ont un certain intérêt économique en tant que plantes d'aquarium.
- C'était une plante médicinale pour les Iroquois.
- Elles sont également utilisées dans les établissements scolaires pour :
  - des expériences de biologie (mise en évidence de la photosynthèse, par la production visible de micro bulles d'oxygène sous l'action du rayonnement solaire, etc.) ;
  - l'observation facile de cellules végétales chlorophylliennes.

## Risques de confusion
Les élodées peuvent au premier abord être assez facilement confondue avec des plantes des genres proches:  
- genre Hydrilla (de la famille Hydrillae (Hydrocharitaceae)[2]) ;
- genre Egeria
- genre Lagarosiphon